# 哈伊 (特諾皮爾州)
50°8′16″N 25°32′13″E / 50.13778°N 25.53694°E
哈伊（羅馬化：Hai）是烏克蘭的村落，位於該國西部捷爾諾波爾州，由克列梅涅茨區負責管轄，始建於1785年，面積0.98平方公里，2001年人口367，人口密度每平方公里375.3人。